# ناثان كولي
ناثان كولي (بالإنجليزية: Nathan Coley)‏ هو فنان بريطاني، ولد في 1967 في غلاسكو في المملكة المتحدة.